# Estadio Sportivo Barracas
Het Estadio Sportivo Barracas was een multifunctioneel stadion in Buenos Aires, de hoofdstad van Argentinië. Het stadion werd vooral gebruikt voor voetbalwedstrijden. De voetbalclub Club Sportivo Barracas speelde in dit stadion zijn thuiswedstrijden.

## Zuid-Amerikaans kampioenschap
In 1921 en 1925 werd dit stadion gebruikt voor voetbalwedstrijden op het Zuid-Amerikaans kampioenschap (thans: Copa América). In 1921 werden alle 6 de wedstrijden in dit stadion gespeeld. In 1925 twee wedstrijden.